# 杰里·瓦伊达
杰尔姆·约瑟夫·瓦伊达（英語：Jerome Joseph Vayda，1934年7月18日—1978年2月16日），美国前男子篮球运动员，场上位置是小前锋。他曾代表美国队参加1959年世界篮球锦标赛，结果获得亚军。